# Trošelji
Trošelji (cyr. Трошељи) – wieś w Bośni i Hercegowinie, w Republice Serbskiej, w gminie Gradiška. W 2013 roku liczyła 559 mieszkańców.